# Jardí Botànic de Belize

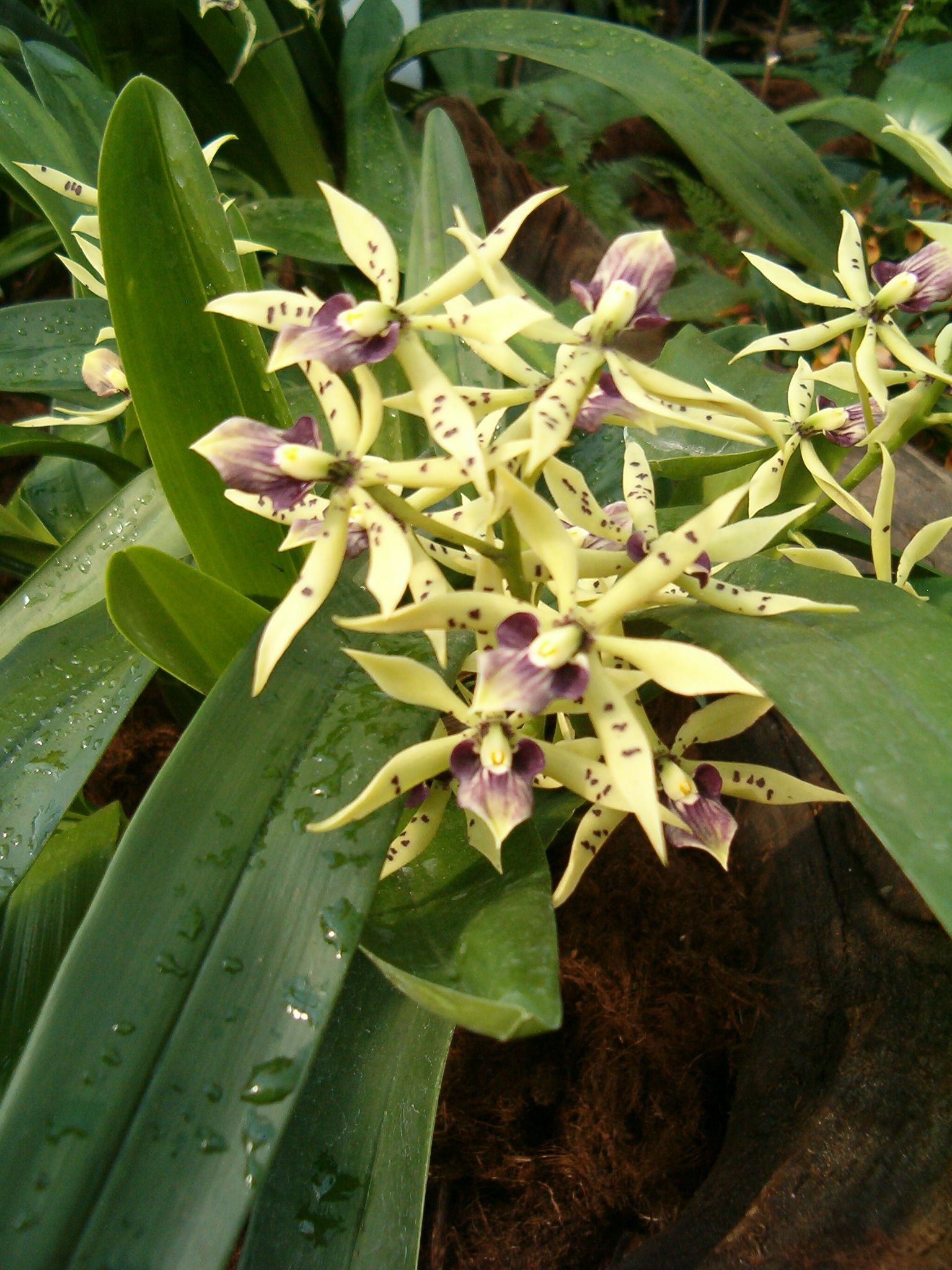
« Prosthechea cochleata » la flor emblema de Belize.

El Jardí Botànic de Belize en anglès: Belize Botanic Gardens, és un jardí botànic d'unes 18 hectàrees d'extensió que es troba en Cayo, Belize. És un jardí botànic de titularitat privada. És membre del BGCI i de l'Associació Llatinoamericana i del Carib de Jardins Botànics. Presenta treballs per a l'Agenda Internacional per a la Conservació en els Jardins Botànics, el seu codi d'identificació internacional com a institució botànica és CAYO.

## Localització
El jardí botànic es troba en el Districte de Cayo en el Belize occidental. El jardí està en una vall en els bancs del riu Macal, envoltats pels pujols de les muntanyes Maya.
Belize Botanic Gardens, P.O. Box 180, San Ignacio, Cayo, Belize
17° 05′ N, 89° 04′ O / 17.083°N,89.067°O
- Mitjana Anual de Pluja: 2235 mm
- Altitud: 129.00 msnm

## Activitats
En aquest centre es despleguen una sèrie d'activitats al llarg de tot l'any:
- Programes de conservació

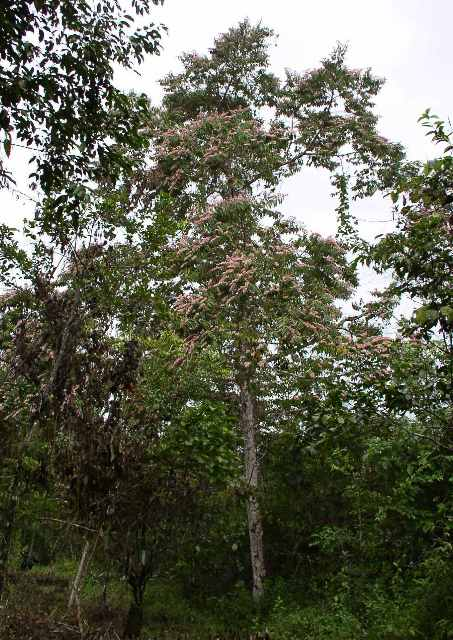
Un dels arbres de la selva tropical plujosa de Belize en floració.

- Programa de millora de plantes medicinals
- Programes de conservació «Ex Situ»
- Estudis de nutrients de plantes
- Ecologia
- Conservació d'Ecosistemes
- Programes educatius
- Etnobotànica
- Exploració
- Horticultura
- Restauració Ecològica
- Sistemàtica i Taxonomia
- Sostenibilitat
- Farmacologia
- Millora en l'agricultura
- Index Seminum
- Exhibicions especials de plantes